# Rolf Rüssmann
Rolf Dieter Rüssmann (* 13. Oktober 1950 in Schwelm; † 2. Oktober 2009 in Gelsenkirchen) war ein deutscher Fußballspieler und -manager.

## Karriere als Fußballer
Der kopfballstarke Vorstopper spielte von 1969 bis 1973 beim FC Schalke 04. Mit diesem Verein wurde er 1972 DFB-Pokalsieger und deutscher Vizemeister. 1972 stand er im vorläufigen Aufgebot der Nationalmannschaft. Gestrichen wurde er aus dem Kader, nachdem die Verwicklung der Schalker Spieler in den Bundesliga-Skandal ans Licht gekommen war. Eine internationale Karriere war damit vorerst unmöglich geworden. Rüssmann wurde rechtskräftig vom Landgericht Essen verurteilt, vom DFB ab März 1973 gesperrt und mit einer Geldstrafe belegt. Da ihm jedoch die Freigabe für ausländische Ligen erteilt wurde, wechselte er nach Belgien zum FC Brügge. Dort konnte er auch im Europapokal der Landesmeister spielen. Nach seiner Begnadigung im Januar 1974 kehrte er zum FC Schalke 04 zurück und wurde mit dem Verein 1977 noch einmal Vizemeister. Zum 1. Dezember 1980 wechselte er für die Ablösesumme von 800.000 DM zu Borussia Dortmund und spielte dort bis 1985 in der Bundesliga, in den beiden letzten Spielzeiten sogar als Mannschaftskapitän. Mit 453 Spielen, in denen er 48 Tore erzielte, lag er vor der Saison 2015/16 auf Rang 24 der Liste der Spieler mit den meisten Bundesligaeinsätzen.
Für die deutsche Nationalmannschaft spielte er 1977 und 1978 in 20 Länderspielen. Seinen einzigen Treffer in einem Spiel der Nationalmannschaft erzielte er beim 1:0-Sieg gegen die Sowjetunion am 8. März 1978. Rüssmann nahm an der WM 1978 in Argentinien teil, wo er als Stammspieler bei allen sechs Spielen der deutschen Elf auf dem Platz stand.

## Karriere als Manager
Am 25. Februar 1987 wurde Rüssmann Manager des FC Schalke 04 als Nachfolger von Rudi Assauer. Bereits am 10. August 1987 kündigte er jedoch nach einem Streit mit dem Präsidenten Günter Siebert.
Am 1. April 1990 wurde Rüssmann von Helmut Grashoff als Manager bei Borussia Mönchengladbach eingearbeitet. Dort entwickelte er ein Sponsoren-Konzept, um den Klub wirtschaftlich voranzutreiben und neben dem damaligen Hauptsponsor, der Brauerei Tuborg, weitere potentielle Werbepartner zu erschließen. Ab dem 15. Januar 1991 war er als Nachfolger von Grashoff offiziell verantwortlicher Manager. Im Juli 1992 wurde er entlassen und abgemahnt, dagegen ging jedoch sein Anwalt Reinhard Rauball erfolgreich vor. Eine Woche nach der Wahl von Karl-Heinz Drygalsky zum neuen Präsidenten holte dieser ihn Anfang September des Jahres wieder als Manager zurück. Unter seiner Leitung wurden in der Folge Leistungsträger wie Heiko Herrlich und Patrik Andersson verpflichtet, zudem wurde Stefan Effenberg im Sommer 1994 aus Italien zurückgeholt. Durch einen 3:0-Sieg gegen den VfL Wolfsburg gewann der Klub 1995 zum dritten Mal in der Vereinsgeschichte den DFB-Pokal, zudem gelang unter Trainer Bernd Krauss ein erneuter Anschluss an die Bundesligaspitze. Ende 1996 stand die Borussia auf dem 17. Tabellenplatz und Krauss wurde wegen mangelnden Erfolgs beurlaubt, unter den Nachfolgern Hannes Bongartz, Norbert Meier und Friedel Rausch blieb der Klub jedoch im Tabellenkeller. Am 10. November 1998 trennte sich der Klub am Tabellenende in der Bundesliga liegend von seiner sportlichen Leitung und entband Rausch und Rüssmann gleichzeitig von ihren Aufgaben. Kurze Zeit später gab es Medienberichte, wonach in einem von dem seit Oktober 1997 amtierenden Vereinspräsidenten Wilfried Jacobs in Auftrag gegebenen Gutachten eines Wirtschaftsprüfers über die Amtszeit des Vorgängers Drygalsky auch dem Manager Rüssmann Misswirtschaft zur Last gelegt werde. Im Anschluss bestätigte das Präsidium zwar „Fehler und organisatorische Schwachstellen in unterschiedlichen Handlungsbereichen“, widersprach aber den Schlussfolgerungen über Missmanagement.
Am 1. Februar 2001 wurde Rüssmann als Nachfolger von Karlheinz Förster Manager des VfB Stuttgart und wurde dabei in den Vorstand des seinerzeitigen Erstligisten berufen. Drei Wochen später trat der Trainer Ralf Rangnick von seinem Amt zurück, als Nachfolger verpflichtete Rüssmann Felix Magath. Nachdem der mit über 30 Millionen D-Mark verschuldete Klub zunächst auf größere Transfers verzichten musste, setzte der Klub vermehrt auf Talente aus der eigenen Jugend, wofür sich im Laufe der Zeit der Begriff „Junge Wilde“ etablierte. Dennoch konnte er nach der Gründung einer vom VfB-Präsidenten Manfred Haas initiierten „Beteiligungs-GmbH“ im Dezember 2001 mit der Verpflichtung von Fernando Meira den mit 13 Millionen D-Mark bis dato teuersten Transfer der Vereinsgeschichte bewerkstelligen. Nach dem Zusammenbruch der Kirch-Gruppe im April 2002 kündigte Rüssmann beim Klub drastische Sparmaßnahmen an, die insbesondere Gehaltskürzungen und den Einhalt von Prämien betrafen. Während der Klub im Sommer über den UEFA Intertoto Cup 2002 als einer der drei Sieger für den UEFA-Pokal 2002/03 qualifiziert hatte, dort überwinterte und am Ende der Hinrunde der Bundesliga-Spielzeit 2002/03 auf dem fünften Platz rangierte, war es zum Bruch zwischen Rüssmann und seinen beiden Vorstandskollegen gekommen. Dies mündete nach öffentlichen Äußerungen, in denen er unter anderem von Mobbing sprach, in seine vorzeitige Entlassung am 19. Dezember 2002 ein Jahr vor Ablauf seines Vertrags. Rüssmann war in der Folge Mitarbeiter in den ehrenamtlichen Gremien für die Nachwuchsförderung des DFB und der DFL.
Rüssmann erlag am 2. Oktober 2009 den Folgen eines Prostata-Krebsleidens. Er war verheiratet und hatte zwei Töchter. Sein Grab ist auf dem evangelischen Altstadtfriedhof von Gelsenkirchen zu finden.